# Islas Yorks
Las islas Yorks (en inglés: Yorks Islands) también conocidas como ("8 Islas Yorks" o "Islas York") son un grupo de varias islas estadounidenses ubicadas en el río Misuri, en el condado de Broadwater, parte del estado de Montana, a unos 4 kilómetros al sur (río arriba) de Townsend, a lo largo de la autopista 278. Las islas fueron nombradas así por la Expedición de Lewis y Clark (1803-1806, cuando la expedición pasó por aquí en 1805 en su histórico viaje de exploración hacia el Océano Pacífico.